# Таблица (база данных)
Таблица — совокупность связанных данных, хранящихся в структурированном виде в базе данных. Она состоит из столбцов и строк.
В реляционных базах данных и плоских файлах баз данных, таблица — это набор элементов данных (значений), использующий модель вертикальных столбцов (имеющих уникальное имя) и горизонтальных строк. Ячейка — место, где строка и столбец пересекаются. Таблица содержит определенное число столбцов, но может иметь любое количество строк. Каждая строка однозначно определяется одним или несколькими уникальными значениями, которые принимают её ячейки из определенного подмножества столбцов. Подмножество столбцов, которое уникально идентифицирует строку, называется первичным ключом.
«Таблица» — это ещё один термин для «отношения»; разница между ними в том, что таблица обычно представляет собой мультимножество (набор) строк, тогда как отношение представляет собой множество и не допускает дубликатов.
Помимо обычных данных, таблицы, как правило, имеют связанные с ними метаданные, такие как ограничения, относящиеся к таблицам в целом или к значениям в определенных столбцах.
Данные в таблицах не обязательно физически хранятся в базе данных. Представления также функционируют, как реляционные таблицы, но их данные вычисляются во время выполнения запроса. Внешние таблицы (например, в СУБД Informix или Oracle,) также можно рассматривать как представления.

## Таблица и отношения
С точки зрения реляционных моделей баз данных, таблицы можно считать удобным представлением отношения, но эти два понятия не являются строго эквивалентными. Например, в SQL таблицы в принципе могут содержать повторяющиеся строки, в то время как истинное отношение не может содержать одинаковые кортежи. Аналогичным образом, представление в виде таблицы подразумевает конкретный порядок для строк и столбцов, в то время как в отношениях они неупорядочены. Однако система баз данных гарантирует определенный порядок строк при выдаче таблицы, только если ORDER BY параметр указывается в операторе SELECT, который запрашивает таблицу.
Отношение можно также представить в виде N-мерного графика, где n — количество атрибутов (столбцов таблицы). Например, отношение с двумя атрибутами и тремя значениями можно представить как таблицу из двух столбцов и трех строк, или как двумерный график с тремя точками. Представления таблиц и графиков эквивалентны только в том случае, если порядок строк не важен, а в таблице нет повторяющихся строк.

## Сравнение

### Иерархические базы данных
В нереляционных системах, иерархических баз данных, отдаленный аналог таблицы представляет собой структурированный файл, представляющий строки таблицы в каждой строке файла и каждый столбец в строке. Эта структура предполагает, что строка может иметь повторяющиеся данные, как правило, в дочерних сегментах данных. Данные хранятся в последовательности физических записей.

### Электронные таблицы
В отличие от электронных таблиц, в таблицах баз данных тип данных столбца обычно определяется схемой, описывающей таблицу. Некоторые SQL системы, например СУБД SQLite, менее строги к определению типов столбцов.